# Acvariul din Osaka

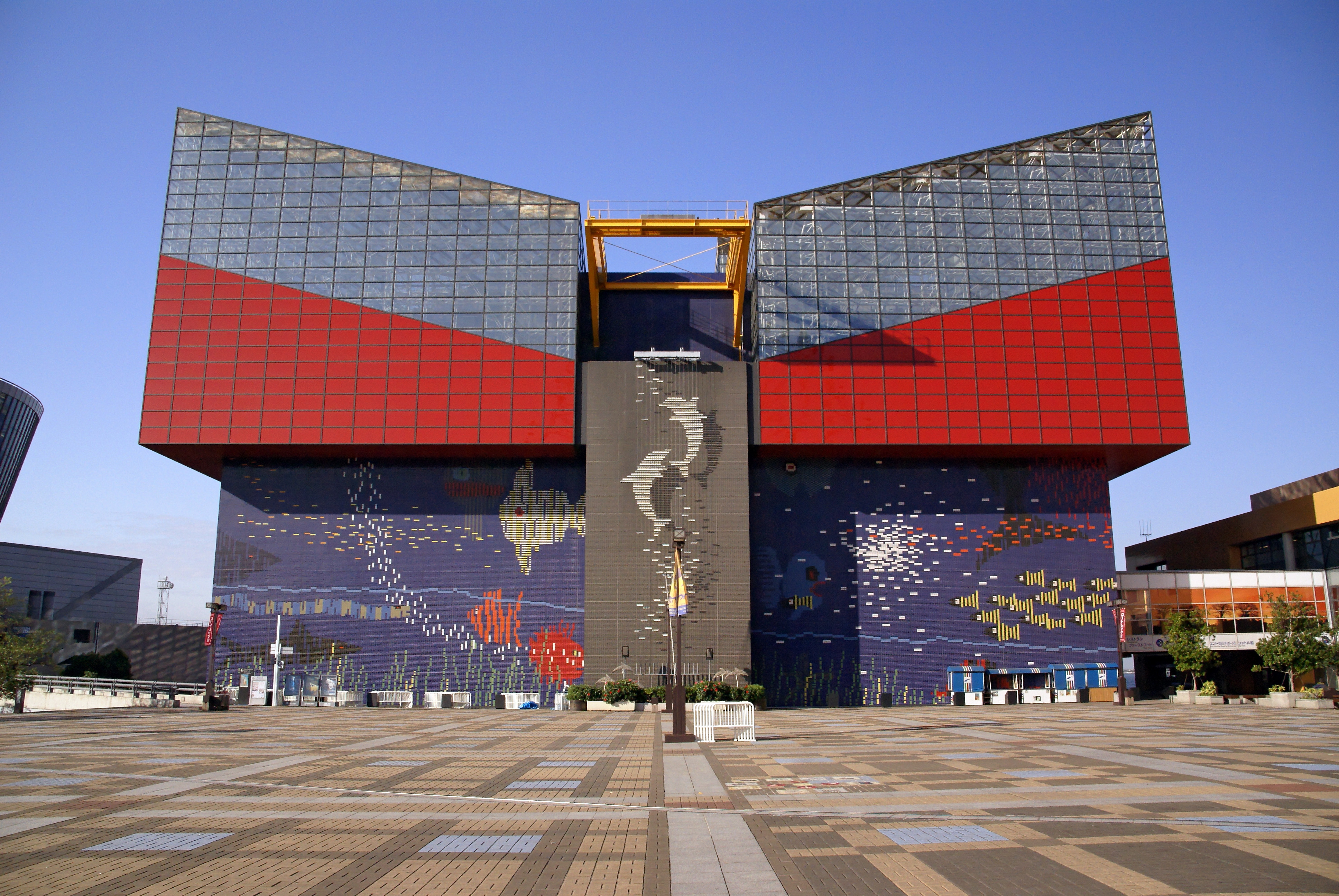
Acvariul din Osaka

Acvariul Kaiyukan din Osaka (海遊館 Kaiyukan?, cunoscut ca Kaiyukan) este unul din cele mai mari acvarii din lume. El este situat în Japonia, în orașul Osaka, sectorul Minato (Minato-ku), pe malul golfului Osaka. Tematica acvariului ține de zonele de activitate  vulcanică (așa numitul  Cerc de Foc) și zonele cu concentrație și diversitate biologică sporită (așa numitul Cerc de Viață) ale  Oceanului Pacific. Colecția acvariului cuprinde aproximativ 580 de  specii (30 mii de specimene), din care 470 de specii (29 mii de specimene) sunt  pești și mamifere și 110 specii (1 mie de specimene) sunt plante.

## Exponatele principale
Compartimentele tematice ale Acvariului cuprind 16 regiuni de-a lungul Cercului de Foc. Acvariul reproduce natura și  organismele vii ale Oceanului Pacific.
| Aqua Gate               | Excursia prin Kaiyukan începe cu trecerea prin acest acvariu în formă de tunel, cu pești din mările tropice și subtropice. Volumul acvariului 140 tone, temperatura apei 21 °C, suprafața 63 m²                                      |
| Pădurea japoneză        | Natura regiunilor interioare ale Japoniei — pădurea, peștii de râu și organismele vii de pe malurile râurilor. Volumul acvariului 60 tone, temperatura aerului este aceeași ca și afară, temperatura apei 15-23 °C, suprafața 430 m² |
| Insulele Aleutine       | Natura și fauna Insulelor Aleutine. Volumul acvariului 250 tone, temperatura aerului 13 °C, temperatura apei 10 °C, suprafața 50 m²                                                                                                  |
| Golful Monterrey        | Mamiferele de mare de pe litoralul peninsulei California. Volumul acvariului 1.050 tone, temperatura aerului este aceeași ca și afară, temperatura apei 18 °C, suprafața 250 m².                                                     |
| Golful Panama           | Pădurile tropice americane. Volumul acvariului 500 tone, temperatura aerului 26 °C, temperatura apei 22 °C, suprafața 50 m² |
| Pădurea Ecuadorului     | Diversitatea biologică a Amazonului. Volumul acvariului 250 tone, temperatura aerului 26-30 °C, temperatura apei 26 °C, suprafața 150 m²                                                                                             |
| Antarctica              | Pinguini. Volumul acvariului 350 tone, temperatura aerului 0-3 °C, temperatura apei 10 °C, suprafața 50 m² |
| Marea Tasmaniei         | Organismele vii de mare din jurul Noii Zeelande. Volumul acvariului 1.350 tone, temperatura aerului 10-26 °C, temperatura apei 18-23 °C, suprafața 260 m²                                                                            |
| Marea Barieră de Corali | Fauna celui mai mare recif de corali din lume. Volumul acvariului 450 tone, temperatura apei 26 °C, suprafața 60 m² |
| Oceanul Pacific         | Peștii Oceanului Pacific, inclusiv o colecție mare de rechini. Volumul acvariului 5.400 tone, temperatura apei 23-24 °C, suprafața 620 m²                                                                                            |
| Marea Interioară Seto   | Volumul acvariului 150 tone, temperatura apei 17 °C, suprafața 40 m² |
| Pădurea de alge         | Volumul acvariului 300 tone, temperatura apei 17 °C, suprafața 40 m² |
| Litoralul Chile         | Volumul acvariului 250 tone, temperatura apei 18 °C, suprafața 40 m² |
| Strâmtoarea Cook        | Volumul acvariului 350 tone, temperatura apei 18 °C, suprafața 40 m² |
| Adâncurile Japoniei     | Cei mai mari crabi de la adâncimea de 200-400 metri. Volumul acvariului 80 tone, temperatura apei 11 °C, suprafața 40 m² |
| Meduze                  | 12 specii reprezentate de circa 600 de specimene. 12 vase cu volumul total de 11 tone, suprafața 289 m² |

## Ipoteza Gaia
Tematica acvariului este parțial bazată pe noua „ipoteză Gaia”, susținută de dr. James Lovestock. Potrivit acestuia, ipoteza include "o teorie a Pămâtului ca un organism viu — unde evoluția speciilor și mediului material al acestora sunt strâns legate, dar totuși evoluează prin selecție naturală".

## Acces
Cale ferată
- Linia Chuo a metro-ului municipal până la stația Osakako (portul Osaka)

Autobuz
- Autobuzul nr. 88 de la stația Osaka până la stația Osakako
- Autobuzul nr. 60 de la stația Namba până la stația Osakako

Acuariumul se află la distanță de 5 minute de mers de la stația Osakako

## Galerie

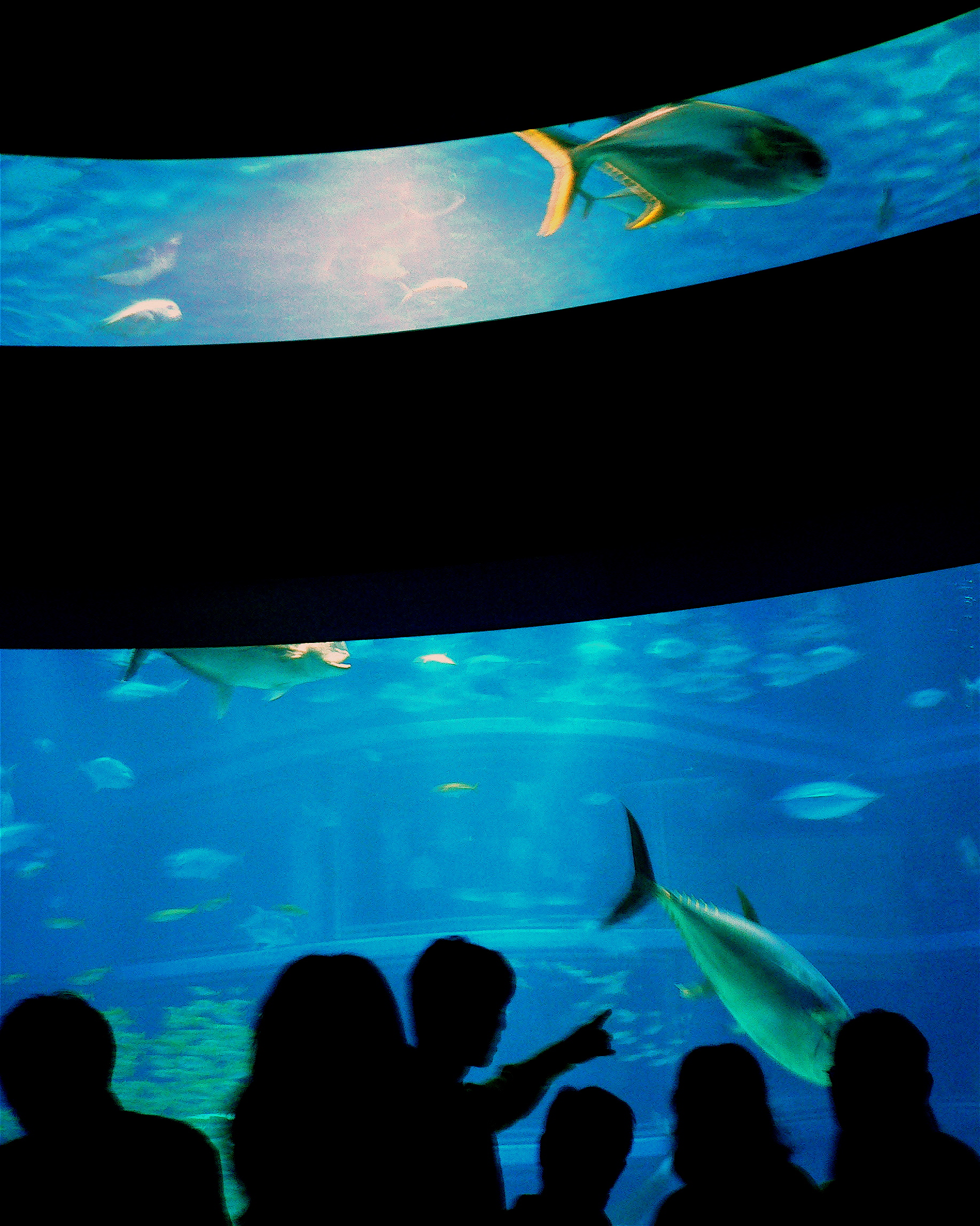
Aqua Gate
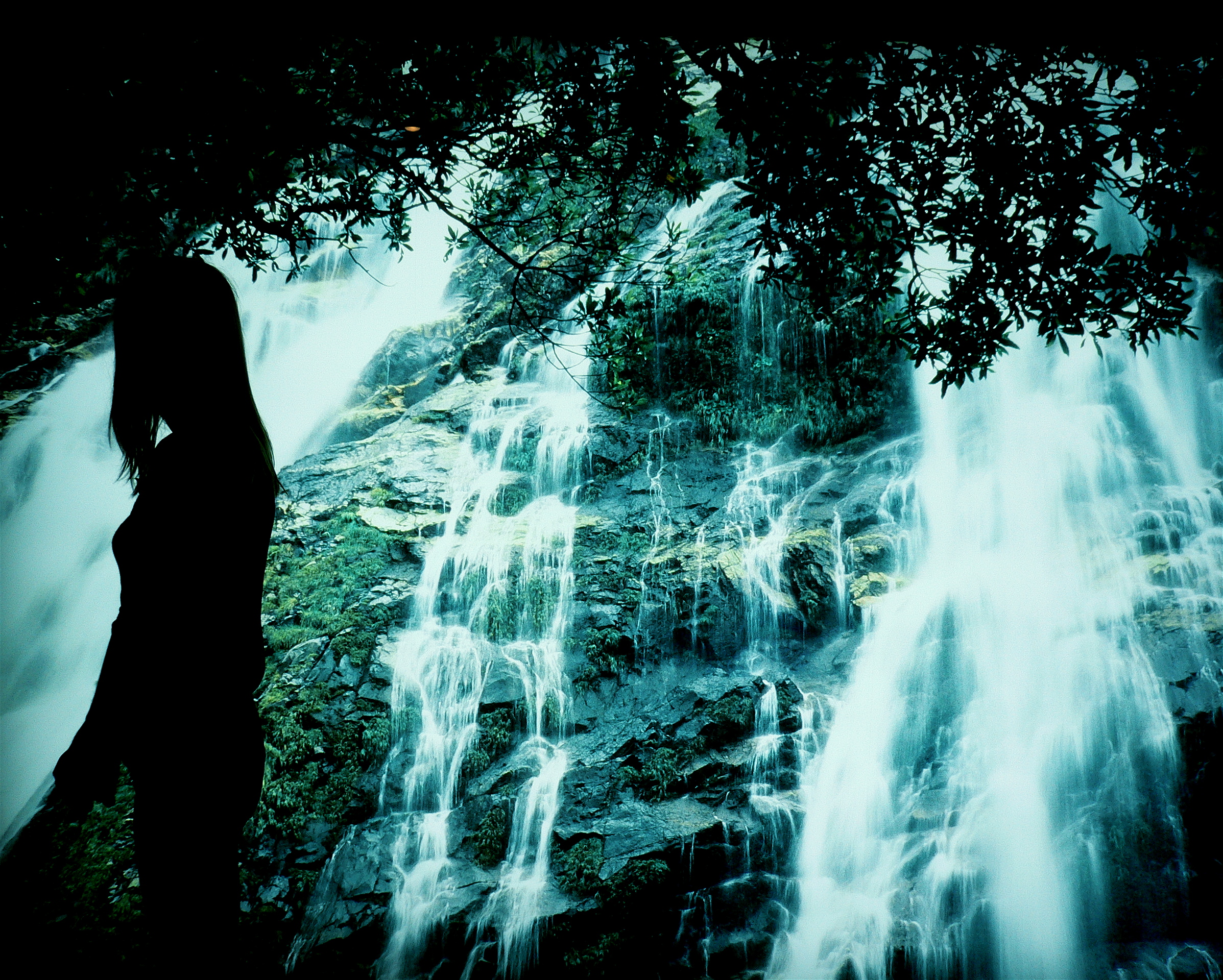
Pădurea japoneză
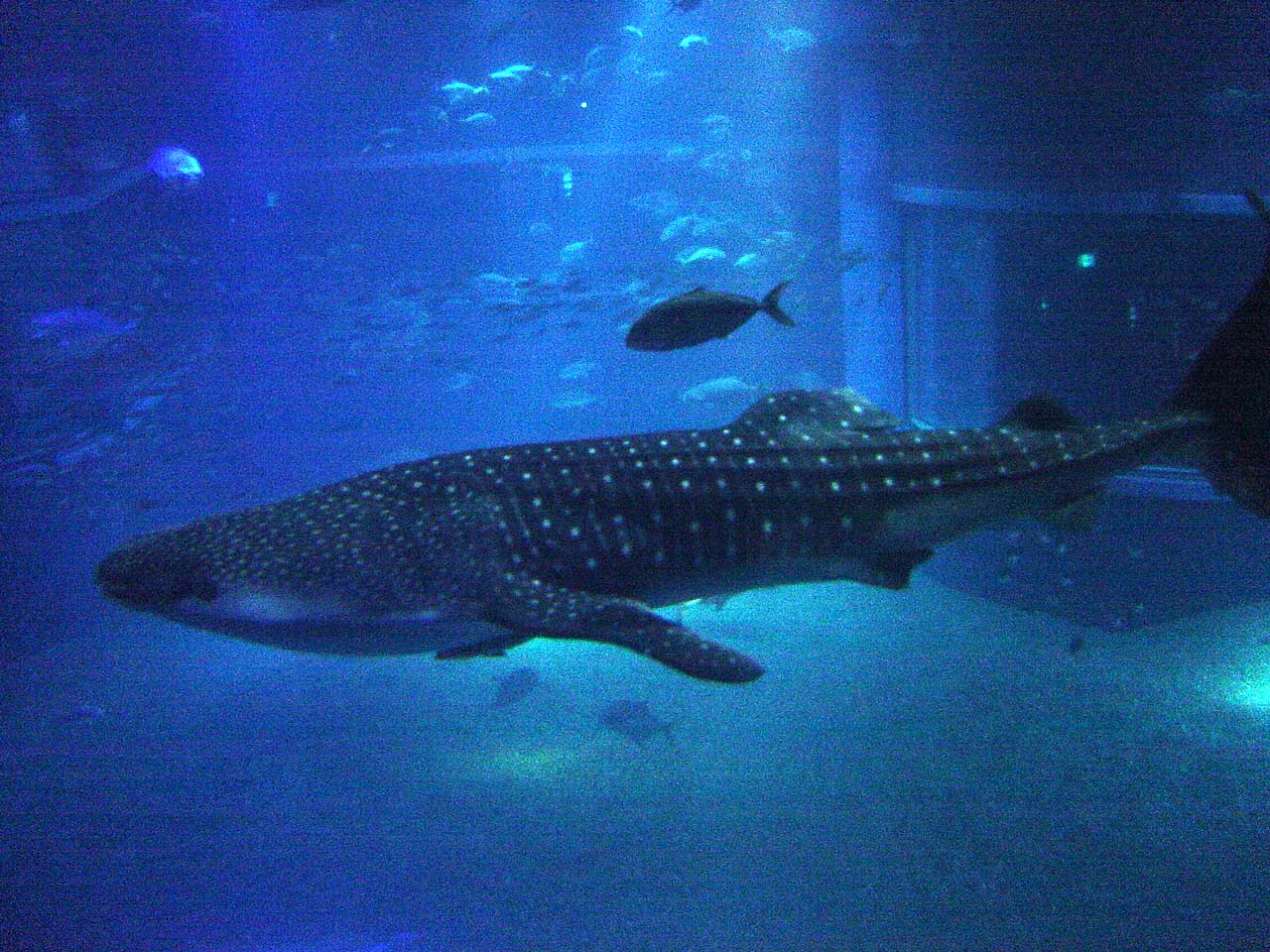
Rechinul-balenă în Kaiyukan
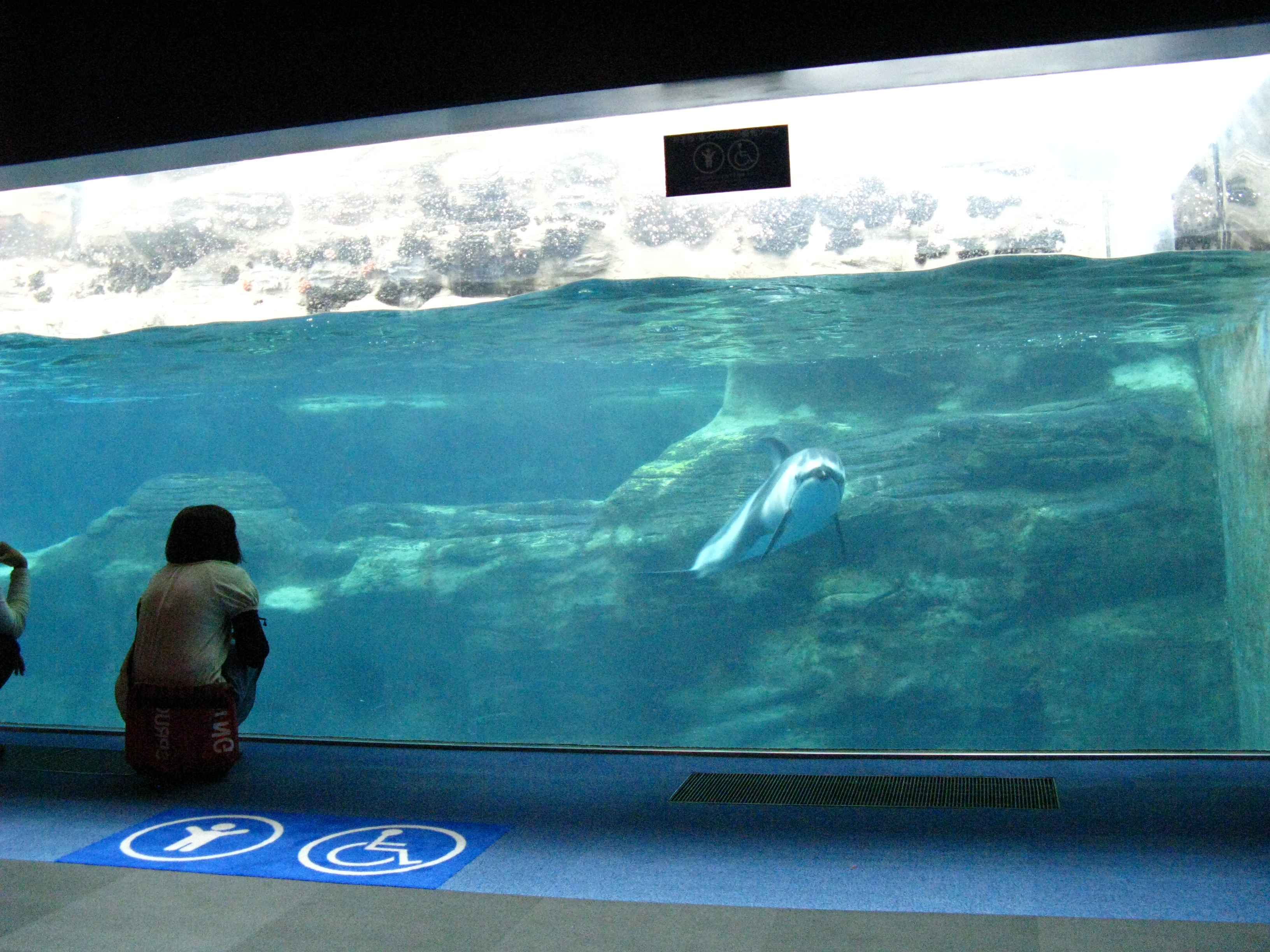
Delfini
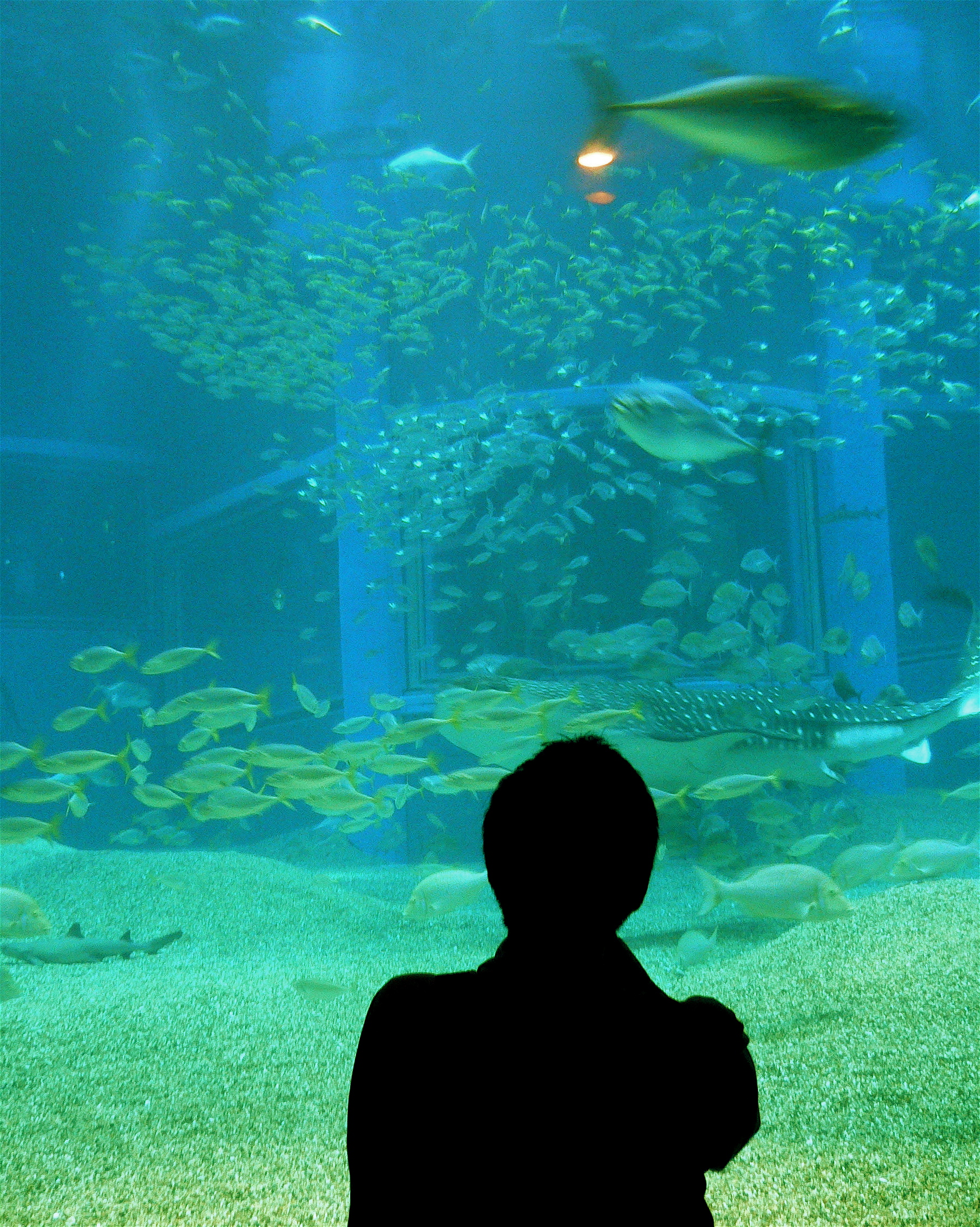
Peștii Oceanului Pacific
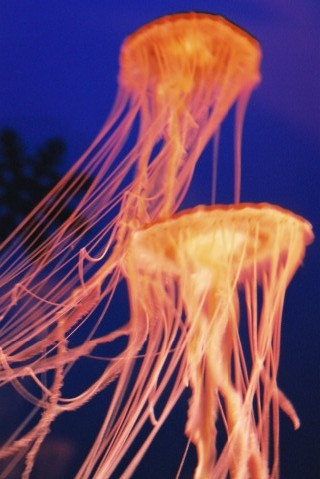
Meduze
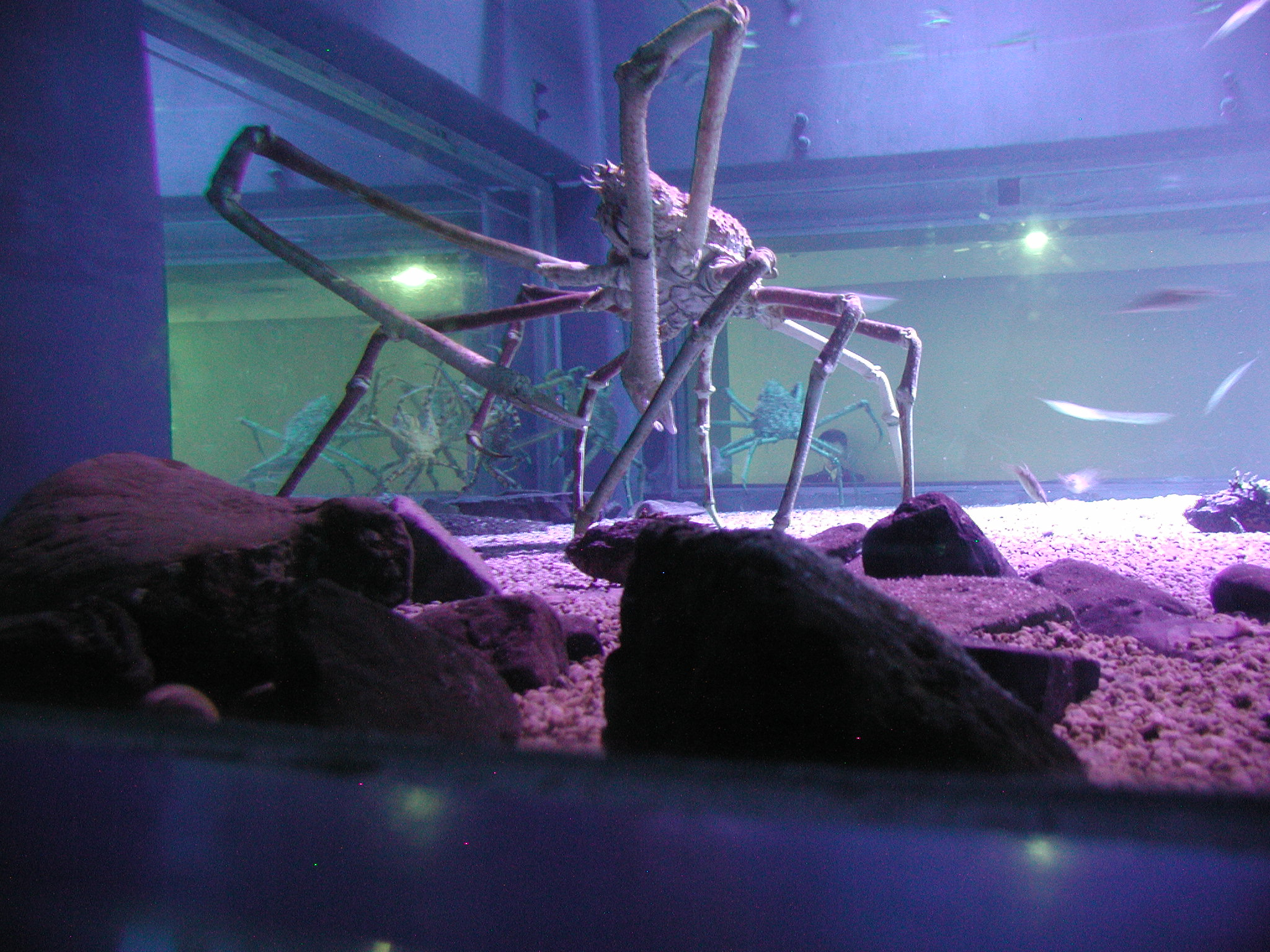
Crab
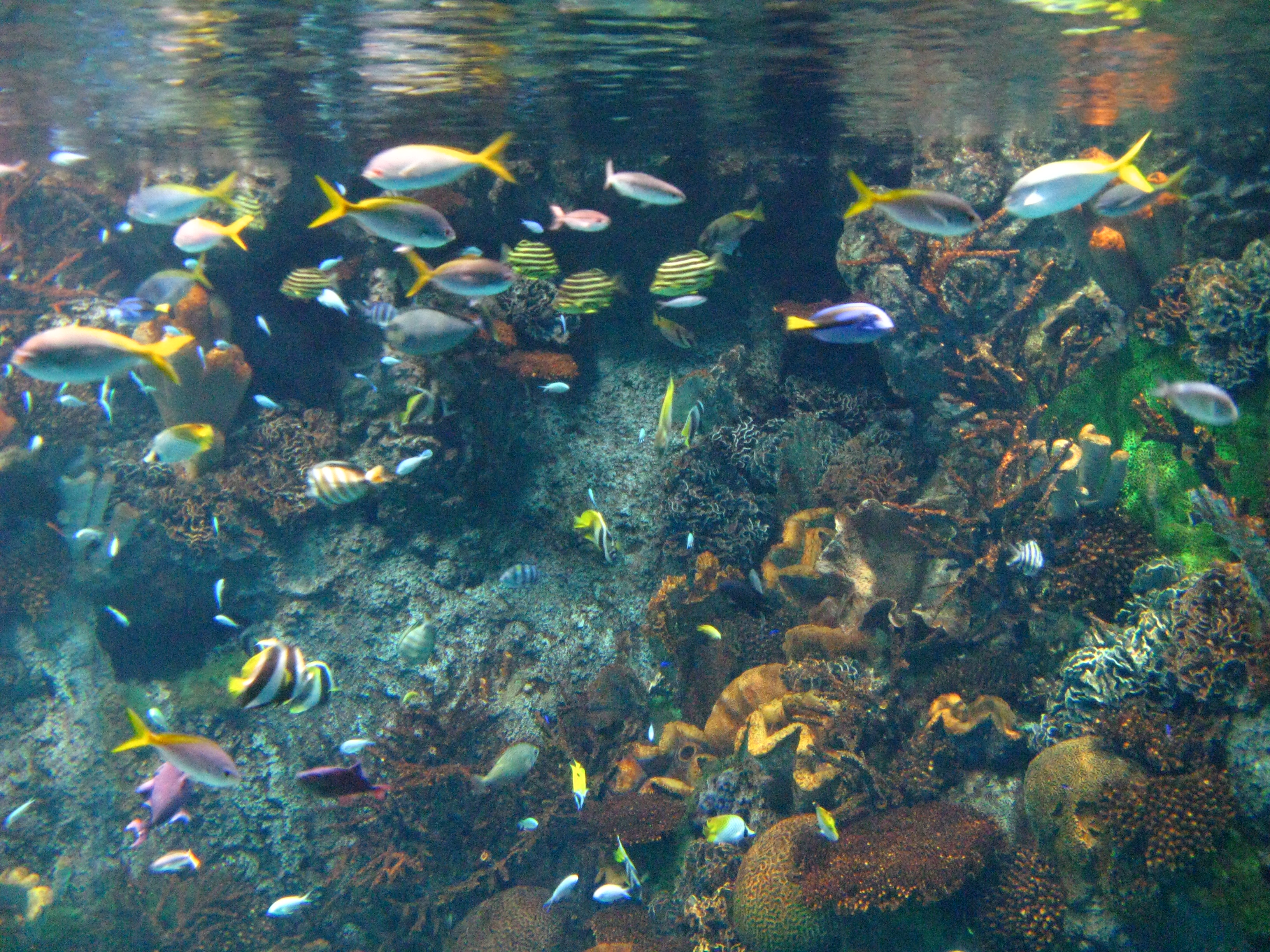
Peștii Marii Bariere de Corali